# Frameline Filmfestival

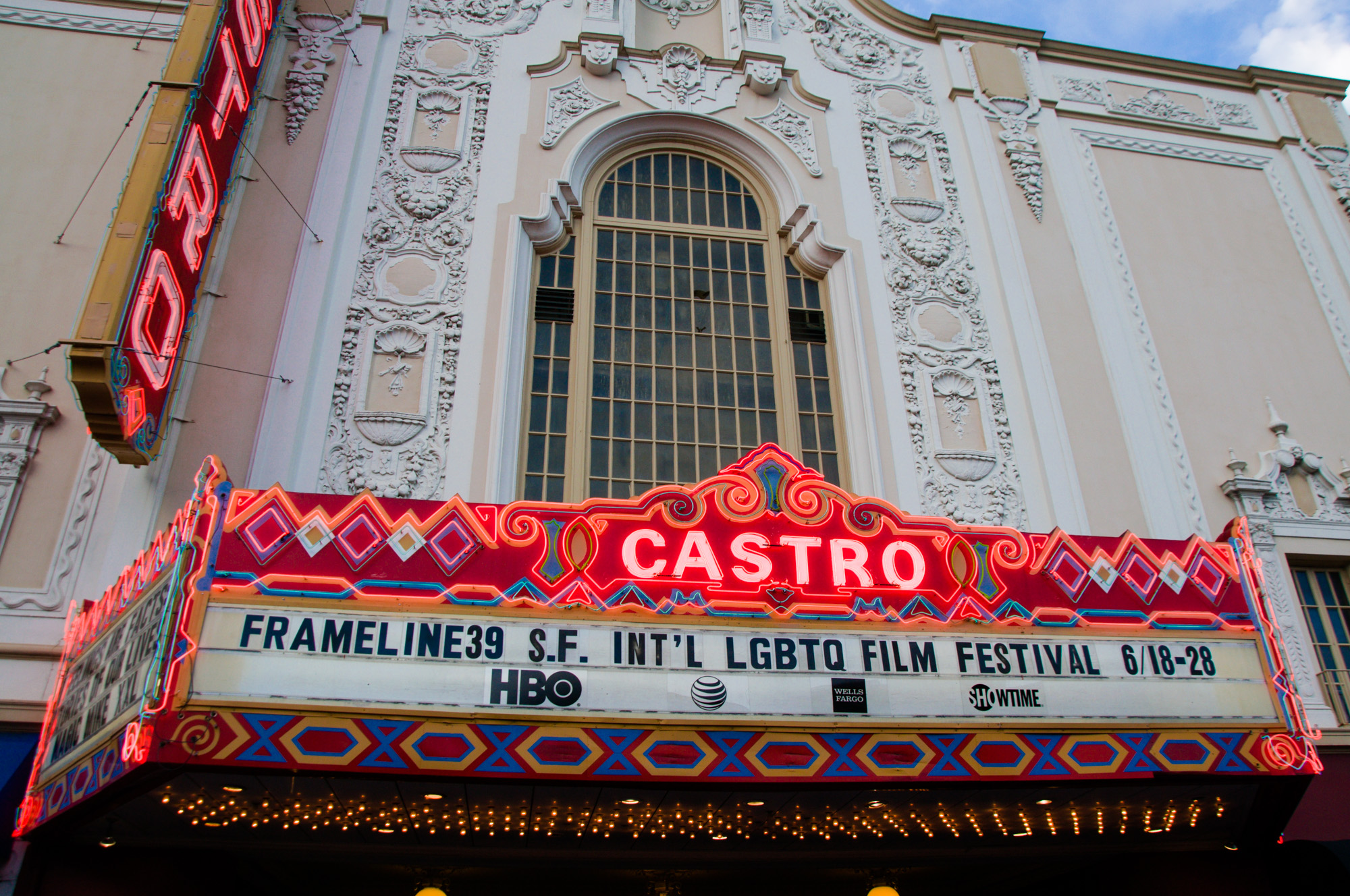
Das Castro Theater in San Francisco anlässlich des 39. Frameline Filmfestivals

Das Frameline Filmfestival, auch San Francisco International LGBTQ+ Filmfestival genannt, ist ein, seit 1977 stattfindendes internationales Filmfestival in San Francisco. Es werden Filme, die für, von oder im Interesse von schwulen, lesbischen, bi-, inter- und transsexuellen Menschen produziert wurden, ausgezeichnet.

## Filmfestival
Erstmals fand das Filmfestival unter dem Namen Gay Film Festival of Super-8 Films am 9. Februar 1977 in einem Community Center in der Page Street in San Francisco statt. Heute ist Frameline das größte, am längsten bestehende und bekannteste LGBTQ-Filmfestival und verzeichnet jährlich von circa 60.000 bis 80.000 Besucher. Das elftägige Festival findet üblicherweise im Juni statt und endet mit der Parade der San Francisco Pride.
Die Filme, die auf dem Frameline Filmfestival gezeigt werden, werden an das Hormel Center gespendet und dort archiviert, 2005 übergab das Festival 5.000 Titel.
Frameline, ist neben Outfest in Los Angeles, dem Lesbian, Gay, Bisexual, & Transgender Filmfestival in New York und dem Inside Out Film- und Videofestival in Toronto Gründungsmitglied der North American Queer Festival Alliance.

## Preisverleihung
Im Rahmen des Festivals werden verschiedene Preise verliehen. Seit 1983 werden Publikumspreise in den Kategorien Bester Spielfilm (Best Feature Film), Bester Dokumentarfilm (Best Documentary Film) und Bester Kurzfilm (Best Short Film), sowie seit 2018 Beste Serienfolge (Best Episodic) vergeben. Außerdem werden in den beiden Jurykategorien Outstanding First Feature und Outstanding Documentary Jury Award Filme prämiert, die in der San Francisco Bay Area ihre Premiere feierten.

### Frameline Award
Seit 1986 werden Personen oder Organisationen jährlich mit dem Frameline Award ausgezeichnet, die einen besonderen Beitrag zur Vertretung von bi-, homo-, trans- und intersexuellen Menschen in Film, Fernsehen und Medienkunst geleistet haben.
Preisträger
- 1986: Vito Russo
- 1987: Alexandra von Grote
- 1988: Divine
- 1989: Cinevista / Promovision
- 1990: Robert Epstein
- 1991: Elfi Mikesch
- 1992: Marlon Riggs
- 1993: Pratibha Parmar
- 1994: Christine Vachon
- 1995: Marcus Hu
- 1996: Peter Adair
- 1997: Channel 4
- 1998: Dolly Hall
- 1999: Stanley Kwan
- 2000: Barbara Hammer
- 2001: Die Gründer des Festivals
- 2002: Isaac Julien
- 2003: Fenton Bailey und Randy Barbato
- 2004: Rose Troche
- 2005: Gregg Araki
- 2006: François Ozon
- 2007: Andrea Sperling
- 2008: Michael Lumpkin
- 2009: George Kuchar und Mike Kuchar
- 2010: Wolfe Video
- 2011: Margaret Cho
- 2012: B. Ruby Rich
- 2013: Jamie Babbit
- 2014: George Takei
- 2015: Jeffrey Schwarz
- 2016: Bob Hawk
- 2017: Alan Cumming
- 2018: Debra Chasnoff
- 2019: Rodney Evans

Quelle 